# 大韓帝國陸軍
大韓帝國陸軍是大韩帝国的陸上軍队。

## 概要
大韓帝國基本法典「大韓國國制」第5条「大韩国大皇帝拥有对国内大韓帝国陸軍，海軍下达統率、制定編制、戒严解戒命令。」模仿日本軍編成。不过与日本軍有差异，没采用征兵制，而采用李氏朝鮮時代的志愿役。法制兵力約9000人。
1907年(光武11年)7月24日缔结第三次日韓協約秘密協定，同年8月1日大韓帝国軍解散、改编成皇帝護衛既小規模近衛兵名「近衛歩兵隊及近衛騎兵隊」。原来一部分士兵对此不满，参加武力抗日運動義兵。
後来，近衛騎兵隊及近衛歩兵隊在日韓併合後改为「朝鮮騎兵隊」、「朝鮮歩兵隊」，后縮小。1930年完全废止。

## 組織

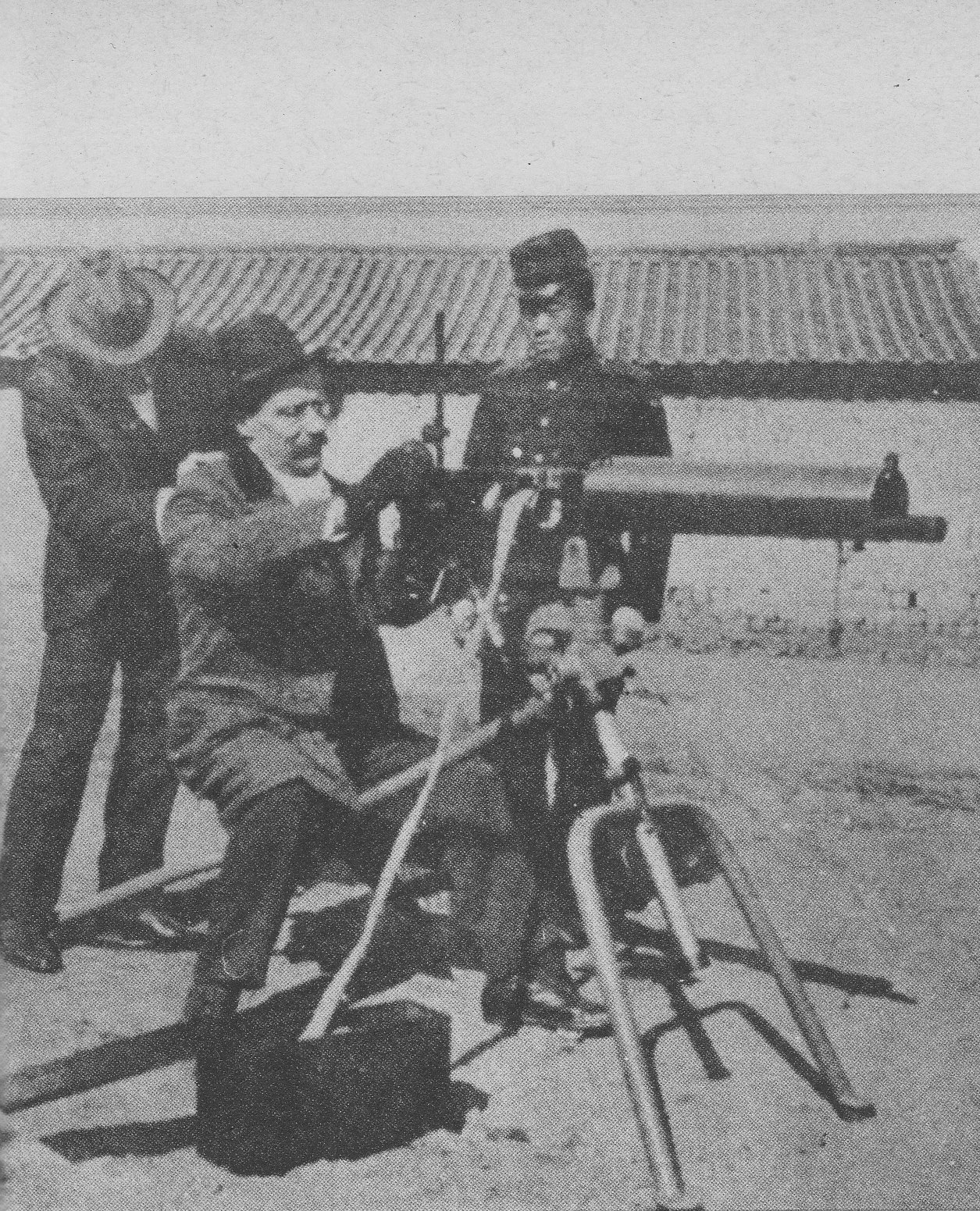
外国教官指导军人使用机关枪

解散前組織。
- 軍部（相当于国防部）
- 侍从武官府
- 陪从武官府
- 将官会議所
- 憲兵司令部
- 憲兵部
- 陸軍法院
- 研成学校
- 武官学校
- 幼年学校
- 軍器廠
- 衛生隊
- 侍衛渾成旅团司令部
  - 步兵第1連隊本部
    - 步兵第1連隊第1大隊
    - 步兵第1連隊第2大隊
    - 步兵第1連隊第3大隊

  - 步兵第2連隊本部
    - 步兵第2連隊第1大隊
    - 步兵第2連隊第2大隊
    - 步兵第2連隊第3大隊

  - 騎兵隊
  - 炮兵隊
  - 工兵隊
  - 軍乐隊
  - 輜重隊
  - 洪陵守備隊
- 鎮衛歩兵隊
  - 水原步兵大隊
  - 清州步兵大隊
  - 大邱步兵大隊
  - 光州步兵大隊
  - 原州步兵大隊
  - 海州步兵大隊
  - 平壤步兵大隊
  - 北青步兵大隊

## 階級
|      | 韓國軍階       | 日本軍階       | 中文軍階     |
| 軍官 | 陸軍大元帥     | 陸軍大元帥     | 陸軍大元帥   |
| 軍官 | 陸軍副元帥     | 無（已廢止）   | 陸軍元帅     |
| 軍官 | 陸軍大将       | 陸軍大将       | 陸軍上将     |
| 軍官 | 陸軍副将       | 陸軍中将       | 陸軍中將     |
| 軍官 | 陸軍参将       | 陸軍少将       | 陸軍少將     |
| 軍官 | 陸軍○○正領     | 陸軍○○大佐     | 陸軍○○上校   |
| 軍官 | 陸軍○○副領     | 陸軍○○中佐     | 陸軍○○中校   |
| 軍官 | 陸軍○○参領     | 陸軍○○少佐     | 陸軍○○少校   |
| 軍官 | 陸軍○○正尉     | 陸軍○○大尉     | 陸軍○○上尉   |
| 軍官 | 陸軍○○副尉     | 陸軍○○中尉     | 陸軍○○中尉   |
| 軍官 | 陸軍○○参尉     | 陸軍○○少尉     | 陸軍○○少尉   |
| 士官 | 陸軍○○特務正校 | 陸軍○○特務曹長 | 陸軍○○士官長 |
| 士官 | 陸軍○○正校     | 陸軍○○曹長     | 陸軍○○上士   |
| 士官 | 陸軍○○副校     | 陸軍○○軍曹     | 陸軍○○中士   |
| 士官 | 陸軍○○参校     | 陸軍○○伍長     | 陸軍○○下士   |
| 士兵 | 陸軍○○上等兵   | 陸軍○○上等兵   | 陸軍○○上等兵 |
| 士兵 | 陸軍○○一等卒   | 陸軍○○一等卒   | 陸軍○○一等兵 |
| 士兵 | 陸軍○○二等卒   | 陸軍○○二等卒   | 陸軍○○二等兵 |

## 解散
1907年7月31日朝鲜纯宗下令解散。 